# Phytoseiidae
Клещи-фитосейиды (лат. Phytoseiidae) — семейство паразитиформных клещей из отряда Mesostigmata. Представители ведут хищный образ жизни, питаясь преимущественно растительноядными клещами и трипсами, в связи с чем их интенсивно используют для борьбы с вредителями. Семейство насчитывает свыше 2 тысяч видов.

## Описание
Микроскопические по размерам клещи (0,2—0,8 мм, в Палеарктике не более 0,6 мм). Дорсальный щиток идиосомы покрыт у палеарктических форм 25—36 парами щетинок (минимальное число в 14 пар отмечено у представителей рода Amblyseiulella). Тело овальной формы, разделено на два отдела: гнатосому и идиосому (последняя, как правило, одним дорзальным щитком). Гнатосома представляет собой комплекс ротовых частей, а идиосома — всё остальное тело, несущее 4 пары ходильных конечностей.
Хищники других видов клещей и некоторых мелких насекомых. В сутки могут съедать до 20 клещей-фитофагов. Связаны с наземными растениями и почвой. В фауне Украины большинство видов приурочено к растениям (около 100 видов, относящихся к 18 из 32 известных в Палеарктике родов трёх подсемейств), и геобионты представлены лишь в 4 родах трибы Amblyseiini (Ambiyseius, Amblyseiulus, Xeoseiuhis, Chelaseius). Виды-геобионты обладают наиболее анцестральными признаками, сближающими их с предковыми формами: более гладкую поверхность и крупные спинные щитки, покрывающие большую часть идиосомы; в целом более крупные размеры тела; плотную склеротизацию; уменьшенное число щетинок (у палеарктических видов на дорсальной стороне идиосомы их до 23 пар).

## Значение
Эти хищные клещи являются естественными регуляторами численности различных групп фитофагов в природных и созданных человеком растительных ассоциациях. Наиболее высокоэффективные виды фитосейид интенсивно используются в биологической защите растений в условиях как открытого, так и закрытого грунта (McMurtry, 1982; Акимов, Колодочка, 1991). Например, хищный клещ фитосейулюс Phytoseiulus persimilis Athias-Henriot (случайно завезённый в Европу из Чили в 1958 году) активно используется для борьбы с паутинными клещами в теплицах и парниках для защиты многих овощных (огурец, перец, томат, баклажан и др.) и цветочных культур защищённого грунта (Бегляров Г. А., 1976). Также, в биоконтроле применяют виды Neoseiulus californicus, неосейулюс кукумерис (Neoseiulus cucumeris (Oudemans)), галендромус западный (Galendromus occidentalis (Nesbitt)), Amblyseius herbarius Wainstein, Neoseiulus reductus Wainstein, Neoseiulus agrestis Karg, Neoseiulus marginatus Wainstein и другие.

## Классификация
Описано 2 650 видов, объединяемых в 102 рода и 3 подсемейства. В Палеарктике 32 рода из 3 подсемейств. В Латвии — 35 видов, в Литве — 42, в Эстонии — 12. В качестве предков фитосейид обычно рассматривают почвенных гамазид, родственных роду Lasioseius Berlese (Lindquist, Evans, 1965). Этот род, даже, иногда рассматривают в составе подсемейства Blattisocinae, включаемого в семейство Phytoseiidae (Karg, 1983, 1993). Однако, большинство акарологов, чаще оставляют систему фитосейид без этого подсемейства (Вайнштейн, 1973; Бегляров, 1981; Wainstein, 1962; Колодочка, 2001).
- Подсемейство Amblyseiinae Muma, 1961
  - Amblyseiella Muma, 1955 (3 вида)
  - Amblyseiulella Muma, 1961 (15 видов)
  - Amblyseius Berlese, 1914 (271 вид)
  - Archeosetus Chant & McMurtry, 2002 (1 вид)
  - Arrenoseius Wainstein, 1962 (1 вид)
  - Asperoseius Chant, 1957 (5 видов)
  - Chelaseius Muma & Denmark, 1968 (10 видов)
  - Chileseius Gonzalez & Schuster, 1962 (2 вида)
  - Eharius Tuttle & Muma, 1973 (6 видов)
  - Euseius De Leon, 1967 (147 видов)
  - Evansoseius Sheals, 1962 (1 вид)
  - Fundiseius Muma & Denmark, in Muma 1970 (14 видов)
  - Honduriella Denmark & Evans, 1999 (1 вид)
  - Indoseiulus Ehara, 1982 (7 видов)
  - Iphiseiodes De Leon, 1966 (7 видов)
  - Iphiseius Berlese, 1921 (2 вида)
    - Iphiseius degenerans (Berlese, 1889)

  - Kampimodromus Nesbitt, 1951 (13 видов)
  - Kampimoseiulella Chant & McMurtry, 2003 (2 вида)
  - Knopkirie Beard, 2001 (4 вида)
  - Macmurtryseius Kolodochka & Denmark, 1995 (3 вида)
  - Macroseius Chant, Denmark & Baker, 1959 (1 вид)
  - Neoparaphytoseius Chant & McMurtry, 2003 (1 вид)
  - Neoseiulus Hughes, 1948 (304 вида)
  - Noeledius Muma & Denmark, 1968 (1 вид)
  - Okiseius Ehara, 1967 (15 видов)
  - Olpiseius Beard, 2001 (3 вида)
  - Paraamblyseiulella Chant & McMurtry, 2003 (1 вид)
  - Paraamblyseius Muma, 1962 (13 видов)
  - Paragigagnathus Amitai & Grinberg, 1971 (9 видов)
  - Parakampimodromus Chant & McMurtry, 2003 (1 вид)
  - Paraphytoseius Swirski & Shechter, 1961 (15 видов)
  - Pholaseius Beard, 2001 (1 вид)
  - Phyllodromus De Leon, 1959 (2 вида)
  - Phytoscutus Muma, 1961 (11 видов)
  - Phytoseiulus Evans, 1952 (7 видов)
  - Proprioseiopsis Muma, 1961 (135 видов)
  - Proprioseiulus Muma, 1968 (3 вида)
  - Proprioseius Chant, 1957 (10 видов)
  - Quadromalus Moraes, Denmark & Guerrero, 1982 (1 вид)
  - Ricoseius De Leon, 1965 (1 вид)
  - Swirskiseius Denmark & Evans, in Denmark, Evans, Aguilar, Vargas & Ochoa 1999 (1 вид)
  - Typhlodromalus Muma, 1961 (57 видов)
  - Typhlodromips De Leon, 1965 (181 вид)
  - Typhloseiella Muma, 1961 (2 вида)
- Подсемейство Phytoseiinae Berlese, 1916
  - Chantia Pritchard & Baker, 1962 (1 вид)
  - Phytoseius Ribaga, 1904 (169 видов)
  - Platyseiella Muma, 1961 (6 видов)
- Подсемейство Typhlodrominae Scheuten, 1857
  - Africoseiulus Chant & McMurtry, 1994 (1 вид)
  - Australiseiulus Muma, 1961 (6 видов)
  - Chanteius Wainstein, 1962 (9 видов)
  - Cocoseius Denmark & Andrews, 1981 (2 вида)
  - Cydnoseius Muma, 1967 (2 вида)
  - Galendromimus Muma, 1961 (6 видов)
  - Galendromus Muma, 1961 (13 видов)
  - Gigagnathus Chant, 1965 (1 вид)
  - Kuzinellus Wainstein, 1976 (32 вида)
  - Leonseius Chant & McMurtry, 1994 (1 вид)
  - Metaseiulus Muma, 1961 (41 вид)
  - Meyerius van der Merwe, 1968 (17 видов)
  - Neoseiulella Muma, 1961 (34 вида)
  - Papuaseius Chant & McMurtry, 1994 (1 вид)
  - Paraseiulus Muma, 1961 (12 видов)
  - Silvaseius Chant & McMurtry, 1994 (1 вид)
  - Typhlodromina Muma, 1961 (5 видов)
  - Typhlodromus Scheuten, 1857 (334 вида)
  - Typhloseiopsis De Leon, 1959 (5 видов)
  - Typhloseiulus Chant & McMurtry, 1994 (10 видов)